# Stefania Bianchini
Stefania Bianchini (Milano, 4 novembre 1970) è una pugile italiana, ex campionessa mondiale dei pesi mosca nella versione WBC.

## Biografia
Dopo il diploma Isef e la laurea in scienze motorie (con un master in organizzazione e sociologia dello sport) si è dedicata prima al kickboxing (4 titoli mondiali), poi al pugilato. Tra i professionisti, il 7 agosto 2005, a Rimini, ha conquistato il titolo mondiale dei pesi mosca WBC, che poi ha difeso quattro volte (contro l'israeliana Hagar Smoulfeld, la cinese Zhang Xi Yan, l'italiana Maria Rosa Tabbuso, la statunitense Eileen Olszewski), perdendolo infine il 29 marzo 2008 a Forlì contro l'italiana Simona Galassi. Ha vinto anche due titoli europei. Da qualche anno svolge anche l'attività di telecronista di kickboxing e pugilato su Eurosport.

## Riconoscimenti
- Guirlande d'Honneur nel 2005
- Premio Atleti olimpici e Azzurri d'Italia nel 2007
- Diploma d'onore del CONI nel 2007.